# Памятник И. П. Павлову (Рязань)
Памятник И. П. Павлову в городе Рязани установлен на карманной площади одной из главных его улиц — расположенной в Советском районе улице Ленина. За ним находится здание филармонии, по сторонам —
корпуса Гостиного двора.

## Открытие и описание памятника
1 октября 1949 года в Рязани на улице Ленина был открыт памятник физиологу, академику и лауреату Нобелевской премии И. П. Павлову. Сооружение монумента приурочено к 100-летнему юбилею со дня рождения учёного. На церемонии открытия присутствовали гости: президент Академии наук СССР С. И. Вавилов, академик Л. А. Орбели, вице-президент Академии медицинских наук СССР И. П. Разенков, действительные члены АМН СССР П. К. Анохин, П. С. Купалов и Л. Н. Фёдоров, сын академика — профессор В. И. Павлов, а также учёные из Болгарии, Китая, Польши, Румынии, КНДР и Чехословакии.
Является распространённым в СССР при осуществлении плана монументальной пропаганды в середине XX века образцом статуарного памятника в традициях академического классицизма. Авторами памятника стали известный советский скульптор-монументалист Матвей Генрихович Манизер и архитектор Андрей Андреевич Дзержкович.
Бронзовая фигура в рост установлена на четырёхгранном гранитном постаменте (общая высота памятника 7,5 м, высота фигуры 3,4 м). Иван Петрович Павлов изображён как бы идущим опираясь на трость. Жест согнутой в локте руки и лёгкий поворот головы нарушают общую статичность композиции. На лицевой стороне постамента простая надпись:
ИВАНУ  ПЕТРОВИЧУ
   ПАВЛОВУ
Под ней лепная изогнутая лавровая гирлянда со свисающими концами. Высокий стилобат и окружающий его цветник создают примыкающую к памятнику территорию, ограждая его от прохожей части улицы.
Памятник И. П. Павлову сооружён на основании Постановления СНК РСФСР № 738 от 24.04.1946. Является объектом культурного наследия федерального значения в соответствии с Постановлением Совета Министров РСФСР № 1327 от 30.08.1960.

## Другие памятные знаки в Рязани

### Мемориальная табличка и бюст (Музей-усадьба И. П. Павлова)
Размещённая на стене главного корпуса Музея-усадьбы И. П. Павлова табличка содержит информацию: «Здесь родился и жил с 1849 по 1870 год академик Иван Петрович Павлов». Мраморный бюст находится на территории этой усадьбы, расположенной по адресу улица Павлова, дом 27. Надпись на его постаменте гласит:
Помните, что наука требует от человека всей его жизни. И если у вас было бы две жизни, то и их бы не хватило вам. Большого напряжения и великой страсти требует наука от человека. Будьте страстны в вашей работе и в ваших исканиях!Академик И. П. Павлов. Из письма к советской молодёжи

### Скульптурная композиция (РГМУ имени И. П. Павлова)
27 сентября 2019 года около химического корпуса Рязанского медицинского университета на улице Маяковского торжественно открыли скульптурную композицию «Бюст И. П. Павлова и собака Павлова». Установка монумента приурочена к 170-летию со дня рождения Ивана Петровича Павлова. Скульптурная композиция представляет собой бюст на постаменте, у основания которого расположена собака. Согласно замыслу автора Раисы Алексеевны Лысениной, памятник посвящён «не только великому учёному, но и собакам, благодаря которым медицина продвинулась далеко вперёд». Физиолог очень бережно относился к своим испытуемым: все собаки, участвовавшие в исследованиях, вылечивались и оставались у учёного на полном довольствии до окончания их жизни.

### Мемориальная доска (Гимназия № 2 имени И. П. Павлова)
Мемориальная доска установлена на стене здания гимназии № 2, расположенной по адресу Соборная улица, дом 7. Надпись: «Здесь в 1860—1864 годах учился великий русский учёный академик Иван Петрович Павлов».

### Мемориальная табличка (дом на улице имени И. П. Павлова)
Мемориальная табличка на угловом доме 26 по улице Павлова: «Улица Павлова. Названа в честь выдающегося физиолога, первого русского лауреата Нобелевской премии, академика РАН, уроженца г. Рязани Ивана Петровича Павлова».